# 武瓊
武瓊（越南语：／，1453年—1516年），字守樸，號澤塢，後黎朝進士、政治人物、文學家。

## 生平
武瓊是海陽承宣上洪府唐安縣慕澤社（今海陽省平江縣新鴻社慕澤村）人，大和十一年（1453年）出生。
洪德九年（1478年），武瓊考中二甲進士。曾任國子監司業，國史館總裁。
洪顺二年（1510），拜朝列大夫，兵部尚書，國子監司業兼史官都總裁。
洪顺三年（1511），进献《大越通鑑通考》，述自鴻厖氏至十二使君以前爲外紀，自丁先皇至本朝太祖高皇帝大定初年爲本紀，幷詳節歴代紀年，凡二十六卷。
后拜禮部尚書、工部尚書。

## 著作
洪德二十三年（1492年），武瓊整理校訂《嶺南摭怪列傳》並作序。洪順三年（1511年），又奉命編寫《大越通鑑通考》（又名《大越通鑑》、《越鑑通考》）。

## 子女
武瓊之子武幹是景統五年（1502年）進士，女婿黎鼐是端慶元年（1505年）狀元。